# Albert Frederik Willem Kampens
Albert Frederik Willem Kampens (Paramaribo, 21 juli 1875 – 16 maart 1947) was een Surinaams ambtenaar en politicus.
Hij was vanaf 1925 kassier-boekhouder bij het immigratiefonds en ongeveer drie jaar later werd hij de betaalmeester bij het Departement van Openbare Werken & Verkeer. Eind 1932 werd hem ontslag verleend. Bij de verkiezingen van 1934 werd hij verkozen tot lid van de Koloniale Staten. Bij de verkiezingen van 1938 was hij niet herkiesbaar zodat na 4 jaar een einde kwam aan zijn Statenlidmaatschap.
Kampens overleed in 1947 op 71-jarige leeftijd.